# Sciuro-hypnum delicatulum
Sciuro-hypnum delicatulum là một loài Rêu trong họ Brachytheciaceae. Loài này được (Flowers) Ignatov mô tả khoa học đầu tiên năm 2008.